# Лов
Ловец пренасочва насам.  За други значения вижте Ловец (пояснение).
Ловът е вид дейност, при която се преследват, залавят и/или убиват животни с различна цел. Ловецът може да бъде животно или човек, а в някои случаи думата се използва и за представители на другите царства в живия свят.
Целта може да бъде за развлечение (спорт, фотосафари и др.) или прехрана.
Също така чрез ловуването на едър дивеч и хищници се прави подборен отстрел с цел запазване популацията на определен вид (убиват се старите и слаби животни) или контролирането на същата (ако определен вид хищници е с брой над допустимия за стрната).
Ловува се с голи ръце, капани, хладни и огнестрелни оръжия, с помощта на други животни (кучета, птици, както и някои по-специфични методи като звукови източници имитиращи съответно мъжкия или женски екземпляр на даден вид, заслепяване, отрови, и др. В България е разрешен ловът с кучета, огнестрелно оръжие, капани за избирателен лов и звуково примамване (без използване на електронни имитатори на животински звуци). Ловът с грабливи птици е известен като соколарство и все още не е разрешен в България. Ловът на риба се нарича риболов.